# Криушанские Выселки 1-е
Криушанские Выселки 1-е — посёлок в Панинском районе Воронежской области. Входит в Криушанское сельское поселение, ранее входил в Мартыновское сельское поселение.

## География
Посёлок расположен у безымянного притока реки Смычок.

### Улицы
- ул. Краснопахарская

## История
Основан в начале XX века как выселки из с. Криуша.

## Население
| 2000 | 2005 | 2007 | 2010 |
| ---- | ---- | ---- | ---- |
| 21   | ↗24  | ↗33  | ↘22  |